# Волжская ТЭЦ-1
Волжская ТЭЦ-1 — энергетическое предприятие в Волжском, Южный федеральный округ. ТЭЦ является генерирующей мощностью «Лукойл-Волгоградэнерго».

## Эксплуатация
Строительство Волжской ТЭЦ-1 началось в мае 1959 года. В эксплуатацию станция была введена в декабре 1962 года. В составе ТЭЦ: 7 водогрейных котлов, 10 паровых котлов и 8 турбин. Установленная электрическая мощность станции — 497 МВт, установленная тепловая мощность — 1947 Гкал/час. В 2007 году был модернизирован котлоагрегат станции, прослуживший 45 лет.
ТЭЦ обеспечивает энергией предприятия (в их числе Волжский химкомбинат) и жителей г. Волжский, Волгоградская область. После её ввода в эксплуатацию отпала необходимость в центральной котельной, которой питался город, тепло пошло от новой станции.
Для экономии воды и исключения стоков на Волжской ТЭЦ-1, одной из первых в стране, стали применять реагент «ОПТИОН-313» для стабилизации жесткости воды и защиты от коррозионных разрушений магистральных трубопроводов.